# Jan O. Karlsson
Jan Olov Karlsson, född 1 juni 1939 i Stockholm, död 19 september 2016 i Stockholm, var en svensk jurist och politiker (socialdemokrat). 

## Biografi
Karlsson började sin karriär som medarbetare till Olof Palme vid Statsrådsberedningen på 1970-talet. Han var statssekreterare i Jordbruksdepartementet med ansvar för nordiska samarbetsfrågor 1982–1985 och i Finansdepartementet 1985–1988. Han var därefter politiskt sakkunnig i Statsrådsberedningen 1990–1991, fortsatte som tjänsteman på socialdemokraternas riksdagskansli under oppositionsåren och var ledamot av Europeiska revisionsrätten 1995–2001, dess ordförande 1999–2001, samt biträdande utrikesminister med ansvar för bistånds- och migrationsfrågor 2002–2003. Han blev tillförordnad utrikesminister 11 september–9 oktober 2003 efter mordet på Anna Lindh, inför Laila Freivalds tillträde på posten.
Karlsson var biståndsminister och migrationsminister under sin tid som statsråd på Utrikesdepartementet. Han väckte medial uppmärksamhet bland annat genom en rad kontroversiella uttalanden. Exempelvis kallade han George W. Bush "den där jävla Texasgubben" och när han tröttnade på RFSL:s frågor mumlade han "Nu får det vara slut på alla bögfrågor".
Karlsson lämnade regeringen vid Laila Freivalds tillträde som utrikesminister.

### Familj
Karlsson var son till socialborgarrådet Hans Karlsson och far till sångaren Peder Karlsson samt var brorson till Arne Karlsson. Han är begravd på Katarina kyrkogård i Stockholm.